# Horrible Bosses
Horrible Bosses er en amerikansk krimikomediefilm fra 2011. Filmen er instrueret af Seth Gordon og har blantd andre Jason Bateman, Charlie Day og Jason Sudeikis i hovedrollenre.

## Handling
De 3 venner Nick Hendricks (Jason Bateman), Dale Arbus (Charlie Day) og Kurt Buckman (Jason Sudeikis) hader deres respektive chefer. Nick arbejder for den sadistiske Dave Harken (Kevin Spacey) som lokker med en forfremmelse som han i stedet giver sig selv. Dale arbejder for tandlægen Julia Harris (Jennifer Aniston) som hele tiden gør upassende seksuelle tilnærmelser på trods at han er gift. Kurt plejde at have et godt forhold til sin chef Jack Pellit (Donald Sutherland), men Jack dør og hans kokainafhængige søn Bobby Pellit (Colin Farrell) overtager firmaet. De indser at cheferne forhindrer dem i at være lykkelige, og de bestemmer sig derfor for at dræbe dem. Det er imidlertid lettere sagt end gjort, og en række komplikationer opstår.

## Rolleliste
- Jason Bateman — Nick Hendricks
- Kevin Spacey — Dave Harken
- Charlie Day — Dale Arbus
- Lindsay Sloane — Stacy
- Michael Albala — Mr. Anderton
- Jennifer Aniston — Dr. Julia Harris
- Jason Sudeikis — Kurt Buckman
- Meghan Markle — Jamie
- Donald Sutherland — Jack Pellit
- Celia Finkelstein — Margie Emerman
- Colin Farrell — Bobby Pellit
- John Francis Daley — Carter
- Scott Rosendall — Hank Preston
- P.J. Byrne — Kenny Sommerfeld
- Ioan Gruffudd — Wetwork Man
- Jamie Foxx — Dean MF Jones
- Ron White — Detektiv Samson